# Remixes (álbum de Carlos Ponce)
Remixes en un trabajo del cantante, actor, productor y presentador puertorriqueño Carlos Ponce, dedicado a sus fanes para entrar en el año 2000.
Los éxitos serían Te Vas, Rezo y Amelia.

## Lista de temas
1. «Amelia»
2. Recuerdo
3. «Te vas»
4. «Rezo»
5. «Busco una mujer»

- Datos: Q6105297